# Autorità per le nuove comunità urbane (Egitto)
L'Autorità per le nuove comunità urbane (in arabo: هيئة المجتمعات العمرانية الجديدة) è un'azienda pubblica egiziana sotto il controllo del Ministero dell'Edilizia. Ha sede nella città di Sheikh Zayed City nel Governatorato di Giza. L'Autorità è stata istituita ai sensi della legge n. 59/1979.

## Scopo dell'Autorità
L'autorità è stata istituita con il compito di affrontare i problemi abitativi in Egitto sviluppando nuove comunità urbane per ridistribuire la popolazione delle città esistenti lontano dalla valle e dal delta del Nilo al fine di salvare i terreni agricoli dall'urbanizzazione.
Il ruolo principale dell'Autorità è quello di sviluppare i 2,3 milioni di feddan (circa 965.000 ettari) di terreno demaniale posto sotto la sua giurisdizione, suddividendolo in lotti e implementando le infrastrutture, nonché costruendo impianti di trattamento per le acque potabili e per le acque reflue, edifici per scuole pubbliche, ospedali e agenzie governative. Attraverso le sue agenzie di sviluppo urbano, ha la facoltà di vendere lotti di terreno a privati e promotori immobiliari per scopi residenziali.
Dopo quattro decenni di lavoro nell'ambito di una rigorosa politica di sviluppo del deserto, il mandato dell'Autorità è stato modificato nel 2018 consentendole di sviluppare terreni e progetti immobiliari su terreni agricoli e all'interno delle città già esistenti.

## Nuove Comunità Urbane
Le comunità urbane sotto la giurisdizione dell'Autorità sono suddivise in quattro generazioni.

### Prima Generazione (1977-1982)
Appartengono a questa prima generazione le seguenti città: Città del decimo Ramadan, Nuova Borg El Arab, 15 Maggio, Nuova Damietta, 6 Ottobre, Nuova Salhia e Sadat City.

### Seconda Generazione (1982-2000)
Appartengono a questa generazione le seguenti città: Nuovo Cairo, Sheikh Zayed City, Badr, Obour, Nuova Beni Suef, Nuova Minya, El Shorouk e Nuova Nubariya.

### Terza Generazione (2000-2014)
Appartengono a questa generazione le seguenti città: Nuovo Asyut, Nuova Tebe, Nuova Sohag, Nuova Assuan, Nuova Qena, Nuova Faiyum e Nuovo Akhmim.

### Quarta Generazione (2014-)
Appartengono a questa generazione le seguenti città: Nuova Capitale Amministrativa, Nuova Alamein, Nuova Mansoura, Nuova Toshka, Nuova Farafra e Port Said Est.